# Gastone I di Foix-Béarn
Gastone di Foix-Béarn, in occitano Gaston de Fois e in francese Gaston Ier de Foix-Béarn (verso la fine del secolo XIII (1287 circa) – Maubuisson Abbey, 13 dicembre 1315), è stato un condottiero francese, conte di Foix, Visconte di Castelbon e Coprincipe di Andorra, dal 1302 e visconte di Béarn e Visconte di Marsan, dal 1310 circa alla sua morte.

## Origine
Gastone, sia secondo Pierre de Guibours, detto Père Anselme de Sainte-Marie o più brevemente Père Anselme, che secondo la Chroniques romanes des comtes de Foix era l'unico figlio maschio del conte di Foix, Visconte di Castelbon, Signore e poi Coprincipe di Andorra e Visconte consorte di Béarn, Ruggero Bernardo III e della moglie, la viscontessa di Béarn, Margherita di Montcada, che era la figlia secondogenita del Visconte di Béarn, Gastone VII e della Contessa di Bigorre e viscontessa di Marsan, Mathe di Matha, figlia di Bosone di Marsan Conte di Bigorre e della prima moglie Petronilla Contessa de Bigorre.
Ruggero Bernardo III, come risulta dalla Chroniques romanes des comtes de Foix era il figlio maschio primogenito del conte di Foix, Ruggero IV e della moglie, Brunisenda di Cardona, figlia di Ramon Folch, visconte di Cardona, e di Inés, dama di Tarroja de Segarra, come risulta dal contratto di matrimonio, datato 1231, che prevedeva oltre il suo matrimonio anche quello di sua sorella, Esclarmonde con il fratello di Brunisenda, Raimondo Folco, erede della viscontea di Cardona.

## Biografia
Nel suo testamento suo nonno, Gastone VII aveva dichiarato erede della viscontea di Béarn, la madre di Gastone, Margherita, unanimemente accettata, eccetto una delle sorelle di Margherita, Mathe ed il marito, il Conte d'Armagnac, Gerardo VI. Successivamente, Gastone VII dichiarò come nuova erede una terza figlia Guglielmina, ma quando morì il 26 aprile 1290, il padre di Gastone, Ruggero Bernardo III, prese subito possesso della viscontea di Bearn (maggio), divenendo, assieme a Margherita, visconti di Béarn e, nello stemma di Foix confluì anche quello di Béarn.
Quando la summnezionata Guglielmina, vedova di Pietro di Aragona, figlio del re d'Aragona Pietro III, donò tutte le sue terre catalane al nuovo re d'Aragona Giacomo II nell'aprile del 1300, suo padre, Ruggero Bernardo III, vi si oppose, iniziando un'azione militare, ma morì a Tarascon-sur-Ariège il 3 marzo del 1302 e venne sepolto nell'Abbazia di Boulbonne, accanto ai suoi antenati.
Gastone, unico figlio maschio, di circa quindici anni, gli succedette come Gastone I di Foix, sotto la tutela della madre, Margherita di Montcada.
Quello stesso anno, l'11 luglio, pare che prendesse parte alla Battaglia di Courtrai che vide contrapposti il re di Francia Filippo IV il Bello e le insorte città fiamminghe.
Continuò il conflitto, iniziato da suo padre, Ruggero Bernardo III, con il cugino, il Conte d'Armagnac, Bernardo VI, figlio di Mathe e Gerardo VI che si era opposto all'usurpazione della viscontea di Béarn, finché il re di Francia, Filippo il Bello, li costrinse a stipulare la pace il 25 dicembre 1303.
Prese parte alla Battaglia di Mons-en-Pévèle avvenuta il 18 agosto 1304.
Quando il re di Francia, Filippo il Bello, pretese nuove tasse dai suoi sudditi della contea di Foix, Gastone, che si era schierato con questi ultimi, dovette subire un processo e pagare un'ammenda.
Gastone ebbe un contenzioso inerente ai confini dei rispettivi domini anche col re di Maiorca, Giacomo II, ed anche questa volta, per portare la pace, dovette intervenire il re di Francia, Filippo il Bello.
Nel 1308 intraprese una nuova guerra contro il conte di Armagnac malgrado gli ordini contrari del re. Venne per questo imprigionato a Châtelet e costretto a pagare un'ammenda di 36.000 livre.
Alla morte della zia materna Costanza, nel 1310, viscontessa di Marsan e contessa titolare di Bigorre, sua madre Margherita divenne viscontessa di Marsan.
In quel periodo, Gastone fece pace anche con la madre, che lui accusava di cattiva gestione della contea di Foix, durante la reggenza; la loro divergenza aveva portato anche ad episodi di guerra Tra Gastone e la madre sostenuta dagli abitanti del Béarn.
Alla morte della madre, Margherita, Gastone le succedette nella viscontea di Béarn, come Gastone VIII ed ereditò pure la viscontea di Marsan
Chiamato, nel 1315, dal nuovo re di Francia Luigi X l'Attaccabrighe per intraprendere una nuova guerra in Fiandra, cadde malato nei pressi di Pontoise e morì a 28 anni nell'abbazia di Maubuisson, e fu sepolto nell'Abbazia di Boulbonne; mentre secondo il E floribus chronicorum auctore Bernardo Guidonis, Gastone conte di Foix e Visconte di Bearn (Gasto comes Fuxi et dominus de Bearnio), morì nei pressi di Pontoise (obiit apud Pontisaram) e fu sepolto a Parigi nella chiesa dei frati Predicatori Domenicani (fuitque sepultus Parisius in ecclesia fratrum Prædicatorum), detta anche Convento dei Giacobini de la rue Saint-Jacques; infine la Chroniques romanes des comtes de Foix conferma la morte di Gastone nei pressi di Pontoise e sepoltura a Parigi nella chiesa dei frati Predicatori Domenicani, ma che in seguito la salma fu trasferita nell'Abbazia di Boulbonne.
Per tutti i domini in terra francese gli succedette il figlio primogenito, Gastone, sotto la tutela della madre, Giovanna d'Artois, mentre la Viscontea di Castelbon ed altri territori aragonesi andarono al secondogenito, Ruggero Bernardo.

## Matrimonio e discendenza
Gastone nel 1301, come ci conferma il Chronicon Guillelmi de Nangiaco, aveva sposato la dodicenne Giovanna d'Artois (1289 - 1350), figlia di Filippo d'Artois, figlio del conte di Artois, Roberto II e di Bianca di Bretagna, figlia del Duca di Bretagna e conte di Richmond, Giovanni II; la madre di Bianca era Beatrice d'Inghilterra, figlia del re d'Inghilterra, Edoardo III e della moglie, Eleonora di Provenza. Il contratto di matrimonio è datato ottobre 1301.
Dopo la morte del marito ottenne la reggenza per i propri figli, ma, secondo il documento n° 200 della Histoire générale de Languedoc, tome X, Preuves, ne 1317, fu indagata dal parlamento di Parigi per toglierle la tutela dei figli, a causa della sua condotta, accusata di prodigalità e dissolutezza, confermato dal documento n° X, sempre in data 1317, che priva la contessa Giovanna della tutela dei propri figli, 3 maschi e tre femmine. Il rapporto di Giovanna col figlio primogenito, Gastone, fu conflittuale sino a che, nel 1331, il re di Francia, Filippo VI, autorizzò Gastone a relegare la madre ne castello di Foix;per essere poi trasferita prima a Orthez e poi a Lourdes; lo storico francese Jules Michelet, suggerisce che la prigionia di Giovanna sia concomitante all'accusa di falso pendente sul fratello di Giovanna, Roberto III d'Artois, poi condannato, che divenne fiero avversario dei reali di Francia. Giovanna fu rilasciata solo nel 1347, su richiesta del figlio terzogenito, Roberto, vescovo di Lavaur. Giovanna morì il 24 marzo 1350.
Gastone da Giovanna ebbe sei figli:
- Gastone[11](1308-Siviglia, settembre 1343), conte di Foix[20], Coprincipe di Andorra, visconte di Béarn e Visconte di Marsan;
- Ruggero Bernardo (1310 -24 maggio 1352), Visconte di Castelbon[11];
- Roberto (?-?), vescovo di Lavaur[11];
- Margherita[21] (?-?), citata nel testamento del padre[1];
- Bianca[21] (?-1333), che, nel 1328, sposò Giovanni II di Grailly, Captal de Buch[1] e fu la madre di Giovanni III di Grailly, condottiero del Ducato di Guascogna, che combatté il regno di Francia come alleato del re d'Inghilterra;
- Giovanna[21] (?-1357), che, nel 1331, sposò il conte di Ribagorza e di Empúries, Conte di Prades, Signore di Dénia e Gandía e Siniscalco di Catalogna, Pietro, figlio del re d'Aragona Giacomo II il Giusto[1].

### Fonti primarie
- (LA)  Histoire Générale de Languedoc, Tome V, Notess.
- (LA)  Histoire Générale de Languedoc, Preuves, Tome V.
- (LA)  Histoire générale de Languedoc, tome VII.
- (LA)  Histoire générale de Languedoc, tome X, Notes.
- (LA)  Recueil des historiens des Gaules et de la France. Tome 20.
- (LA)  Recueil des historiens des Gaules et de la France. Tome 21.
- (LA)  Annales Londonienses.
- (FR)  Histoire généalogique et chronologique de la maison royale de France, tomus III.
- (OC, FR)  Chroniques romanes des comtes de Foix.

### Letteratura storiografica
- (FR)  Michelet, J, (1971) Histoire de France, tome IV.